# Kettujärvi
Kettujärvi är en sjö i Finland. Den ligger i kommunen Sonkajärvi i landskapet Norra Savolax, i den centrala delen av landet, 400 km norr om huvudstaden Helsingfors. Kettujärvi ligger 131,9 meter över havet. I omgivningarna runt Kettujärvi växer i huvudsak blandskog. Den är 6,61 meter djup. Arean är 53,2 hektar och strandlinjen är 4,06 kilometer lång. Sjön  ingår i Vuoksens huvudavrinningsområde. 